# Beringinstadion
Het Beringinstadion is een multifunctioneel stadion in Tembilahan, een stad in Indonesië. Het stadion wordt vooral gebruikt voor voetbalwedstrijden, de voetbalclub Persih Tembilahan maakt gebruik van dit stadion. In het stadion is plaats voor 5.000 toeschouwers. 